# Can Grau (Manlleu)
|  | Aquest article tracta sobre Can Grau de Manlleu. Vegeu-ne altres significats a « Can Grau (desambiguació)». |

Can Grau és una obra de Manlleu (Osona) inclosa a l'Inventari del Patrimoni Arquitectònic de Catalunya.

## Descripció
L'aspecte actual de la casa és el resultat a l'ampliació que van fer entre 1915 i 1923 Josep Illa i Ignasi Mas mestres d'obres.
Es tracta d'un immoble de planta i dos pisos. Les obertures, en aquest cas són balcons, es distribueixen regularment i tenen una proporció decreixent en alçada. Al primer pis els brancals i llindes són de pedra. En la façana del carrer Sant Ferran hi ha diverses finestres que segueixen uns eixos compositius verticals i una proporció decreixent en alçada.
A la cantonada destaca la decoració a base d'esgrafiats. A l'interior hi ha una escala de pedra que rep claror a través d'un lluernari.